# Esperanza (Toledo District)
Esperanza (auch: Esporanza) ist ein Ort im Toledo District von Belize.

## Geografie
Der Ort liegt am Southern Highway zwischen Dump (SW) und Big Falls (NO).

## Klima
Nach dem Köppen-Geiger-System zeichnet sich durch ein tropisches Klima mit der Kurzbezeichnung Af aus.